# Vòng loại Giải vô địch bóng đá thế giới 1966 – Khu vực châu Á, châu Phi và châu Đại Dương
Vòng loại Giải vô địch bóng đá thế giới 1966 – khu vực châu Phi, châu Á và châu Đại Dương có tổng cộng 21 đội tuyển đăng ký tham dự vòng loại Giải vô địch bóng đá thế giới 1966 tại khu vực châu Phi, châu Á và châu Đại Dương (gồm: Liên đoàn Bóng đá châu Phi – CAF, Liên đoàn Bóng đá châu Á – AFC, và tổ chức tiền thân của Liên đoàn Bóng đá châu Đại Dương – OFC).
Trước khi giải đấu bắt đầu, đơn đăng ký của Philippines và Cộng hòa Congo bị từ chối.
Nam Phi, được chuyển sang khu vực châu Á/Đại Dương, đã bị loại vào tháng 9 năm 1964 sau khi bị FIFA đình chỉ tư cách thành viên do chính sách phân biệt chủng tộc (apartheid).
Vào tháng 10 năm 1964, toàn bộ 15 đội tuyển châu Phi tuyên bố tẩy chay vòng loại để phản đối quyết định của FIFA: vì lý do chuyên môn và hậu cần, FIFA xác nhận sẽ không có suất trực tiếp vào vòng chung kết dành cho khu vực châu Phi.
Sau đó, vào ngày 2 tháng 11 năm 1965, Hàn Quốc buộc phải rút lui do khó khăn hậu cần khi giải đấu ba đội được dời từ Nhật Bản sang Campuchia. Điều này khiến chỉ còn lại Úc và Triều Tiên cạnh tranh suất duy nhất của khu vực; Triều Tiên dễ dàng giành chiến thắng cả hai lượt trận và đoạt vé vào vòng chung kết.

## Thể thức thi đấu
Kế hoạch ban đầu bao gồm bốn vòng đấu như sau:
- Vòng 1 khu vực châu Phi: 15 đội tuyển châu Phi được chia thành 6 bảng, mỗi bảng gồm 2 hoặc 3 đội. Các đội nhất bảng sẽ giành quyền vào vòng hai.
- Vòng 2 khu vực châu Phi: 6 đội thắng vòng một được chia thành 3 bảng, thi đấu theo thể thức vòng tròn sân nhà – sân khách. Các đội đứng đầu bảng sẽ vào vòng chung kết khu vực châu Phi.
- Vòng 1 khu vực châu Á – châu Đại Dương: Các đội Úc, Triều Tiên, Nam Phi và Hàn Quốc thi đấu vòng tròn lượt đi – lượt về tại một địa điểm trung lập. Ban đầu, giải dự kiến tổ chức tại Nhật Bản nhưng cuối cùng được chuyển sang Campuchia.
- Vòng chung kết: Đội thắng khu vực châu Á/Đại Dương sẽ lần lượt đối đầu với 3 đội thắng vòng loại châu Phi theo thể thức sân nhà – sân khách. Đội thắng chung cuộc sẽ giành quyền tham dự vòng chung kết World Cup.

## Vòng 1 khu vực châu Phi
Kết quả bốc thăm ban đầu cho vòng bảng như sau:
| Bảng 1 - Ghana - Guinée |

| Bảng 2 - Cameroon - Sudan |

| Bảng 3 - Algérie - Liberia - Tunisia |

| Bảng - Mali - Maroc - Sénégal |

| Bảng 5 - Ethiopia - Gabon |

| Bảng 6 - Libya - Nigeria - Cộng hòa Ả Rập Thống nhất |

Các cặp đấu ở vòng hai được lên lịch cụ thể như sau: Nhất bảng 1 gặp nhất bảng 5, Nhất bảng 2 gặp nhất bảng 4, Nhất bảng 3 gặp nhất bảng 6. Các trận đấu được tổ chức theo thể thức lượt đi – lượt về. Đội thắng trong mỗi cặp sẽ giành quyền vào vòng chung kết khu vực châu Phi.
Tuy nhiên, do cả 15 đội tuyển châu Phi đồng loạt rút lui để phản đối việc FIFA từ chối trao suất vào thẳng vòng chung kết cho khu vực châu Phi, nên các vòng Một và Hai khu vực châu Phi đã bị hủy bỏ.

## Vòng 1 khu vực châu Á – châu Đại Dương
Ban đầu, vòng loại được lên kế hoạch với sự tham gia của bốn đội: Úc, CHDCND Triều Tiên, Nam Phi và Hàn Quốc, thi đấu vòng tròn tại Nhật Bản.
Tuy nhiên, trước khi giải khởi tranh, Nam Phi bị loại do đã bị FIFA đình chỉ tư cách thành viên vì chính sách phân biệt chủng tộc (apartheid). Sau đó, Hàn Quốc cũng buộc phải rút lui do gặp khó khăn về hậu cần khi địa điểm tổ chức được chuyển từ Nhật Bản sang Campuchia.
Tình hình trở nên phức tạp hơn khi CHDCND Triều Tiên không có quan hệ ngoại giao với hầu hết các quốc gia và không có sân vận động đạt chuẩn FIFA vào thời điểm đó. Đồng thời, luật nhập cư của Úc khi đó khiến đội tuyển Triều Tiên khó có khả năng được cấp thị thực để nhập cảnh.
Trước những trở ngại đó, việc tìm địa điểm tổ chức trở nên vô cùng khó khăn, cho đến khi quốc trưởng Norodom Sihanouk – một đồng minh thân cận của Kim Nhật Thành – cho phép tổ chức các trận đấu tại Phnôm Pênh, Campuchia.
| VT | Đội               | ST | T | H | B | BT | BB | HS | Đ | Giành quyền tham dự |
| -- | ----------------- | -- | - | - | - | -- | -- | -- | - | ------------------- |
| 1  | CHDCND Triều Tiên | 2  | 2 | 0 | 0 | 9  | 2  | +7 | 4 | 1966 FIFA World Cup |
| 2  | Úc                | 2  | 0 | 0 | 2 | 2  | 9  | −7 | 0 |                     |
| —  | Nam Phi           | 0  | 0 | 0 | 0 | 0  | 0  | 0  | 0 | Bị loại             |
| —  | Hàn Quốc          | 0  | 0 | 0 | 0 | 0  | 0  | 0  | 0 | Rút lúi             |

| CHDCND Triều Tiên                                                                  | 6–1 | Úc                     |
| ---------------------------------------------------------------------------------- | --- | ---------------------- |
| Pak Doo-ik 15' · Pak Seung-zin 54', 80' · Im Seung-hwi 58' · Han Bong-zin 65', 88' |     | Scheinflug 70' (ph.đ.) |

| Úc             | 1–3 | CHDCND Triều Tiên                         |
| -------------- | --- | ----------------------------------------- |
| Scheinflug 15' |     | Kim Seung-il 18', 75' · Pak Seung-zin 53' |

Triều Tiên giành chiến thắng với tổng tỉ số 9–2 sau hai lượt trận. Do toàn bộ các đội châu Phi rút lui, vòng chung kết khu vực (Final Round) bị hủy bỏ và Triều Tiên giành quyền tham dự vòng chung kết World Cup.

## Đội tuyển vượt qua vòng loại
Đội tuyển sau đây từ AFC đã vượt qua vòng loại để giành quyền tham dự Giải vô địch bóng đá thế giới 1966.
| Đội               | Tư cách vượt qua vòng loại | Ngày vượt qua vòng loại | Số lần tham dự FIFA World Cup trước đây1 |
| ----------------- | -------------------------- | ----------------------- | ---------------------------------------- |
| CHDCND Triều Tiên | Nhất Vòng 1                | 24 tháng 11 năm 1965    | 0 (lần đầu)                              |

1 In đậm: Đội vô địch năm đó. In nghiêng: Quốc gia đăng cai năm đó.

## Cầu thủ ghi bàn
3 bàn thắng
- Pak Seung-zin

2 bàn thắng
- Les Scheinflug
- Han Bong-zin
- Kim Seung-il

1 bàn thắng
- Im Seung-hwi
- Pak Doo-ik